# 曲茎藓属
曲茎藓属（学名：Callialaria）为柳叶藓科的一个属。

## 物种
本属包括以下物种：
- Callialaria curvicaulis Ochyra, 1989